# Yūrakuchō
Yūrakuchō (有楽町) est un quartier de commerce dans l'arrondissement de Chiyoda à Tokyo au Japon, près des quartiers de Ginza et Marunouchi. On trouve aussi de nombreux izakaya dans ce quartier.

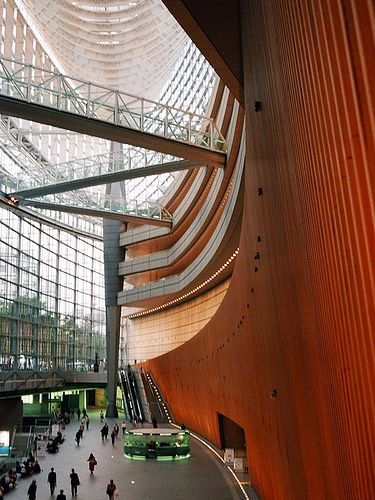
Tokyo International Forum
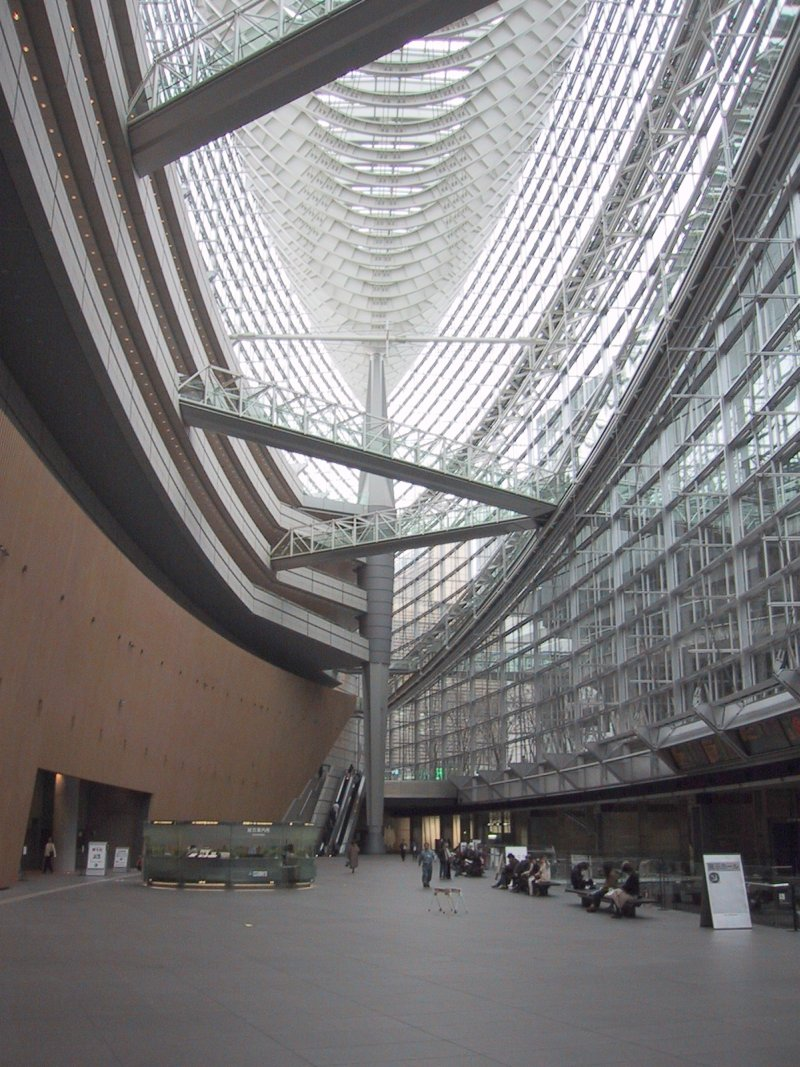
Tokyo International Forum
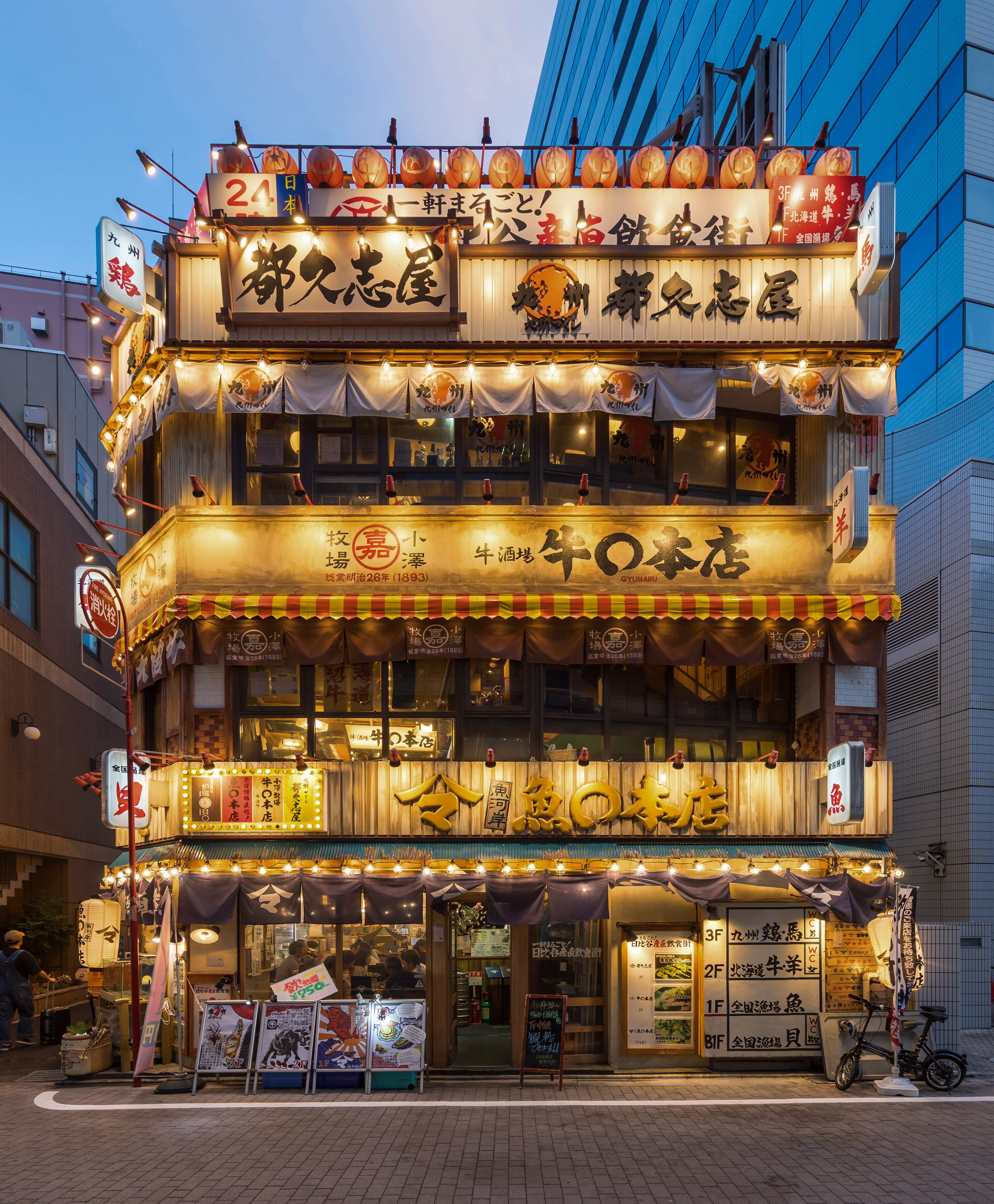
Façade éclairée d'un restaurant de 3 étages avec des panneaux japonais et des lanternes en papier rouge, à Yūrakuchō. Juin 2019.
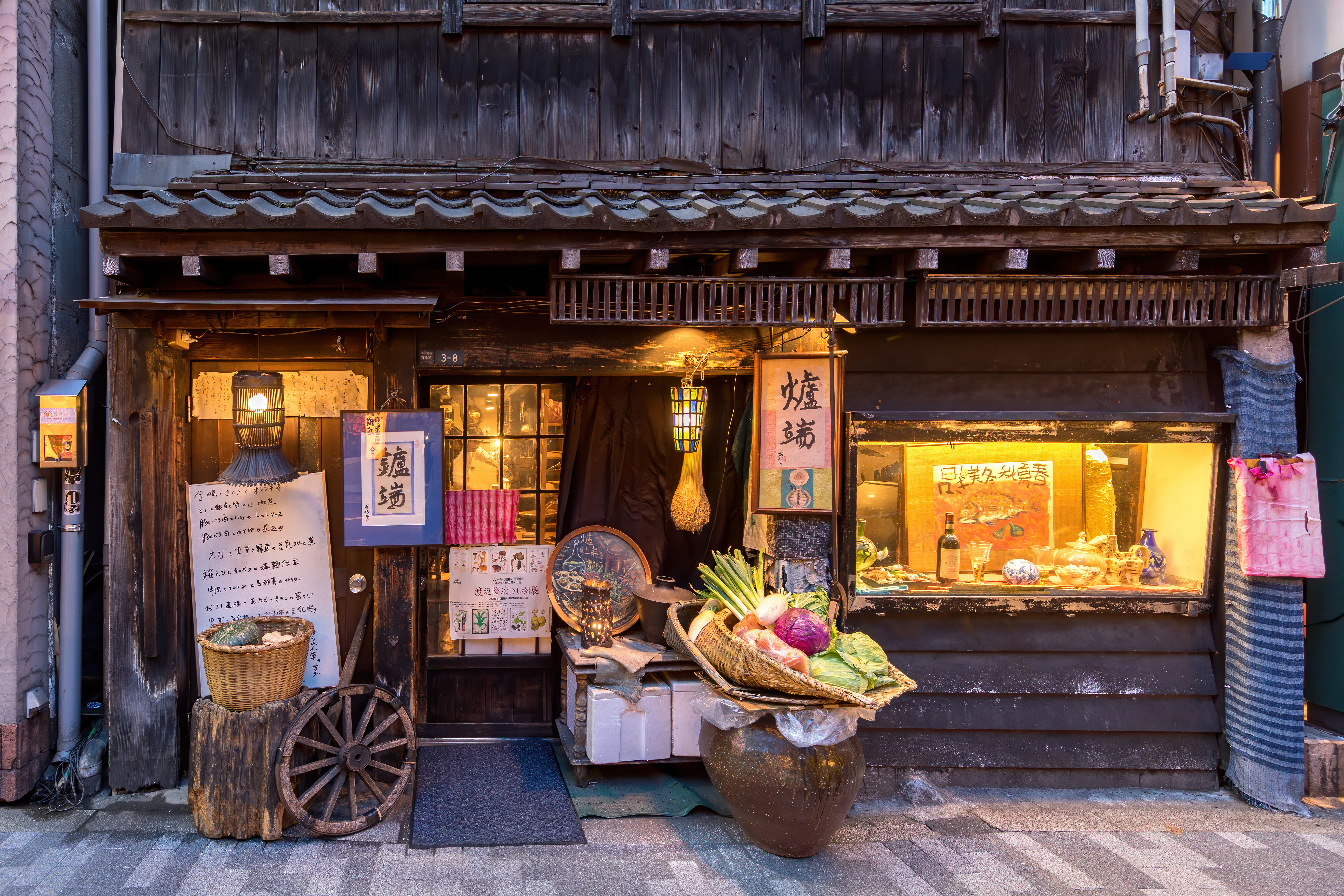
Façade illuminée d'un restaurant servant des plats traditionnels et présentant des paniers de légumes frais à l'entrée, Yūrakuchō. Juin 2019.

## Lieux importants
- DN Tower 21
- Dai-ichi Mutual Life Insurance Company
- Yurakucho Mullion
- Tokyo International Forum
- Théâtre Takarazuka
- Sumitomo Mitsui Banking
- Japan Steel Works
- Asahi Glass
- Asahi Kasei
- Nippon Paper
- Nichiro Corporation
- Toyota Tsusho
- Tōhō
- Japan National Tourist Organization

## Transport
Gare de Yūrakuchō :
- JY Ligne Yamanote
- JK Ligne Keihin-Tōhoku
- Y Ligne Yūrakuchō